# Wollroute

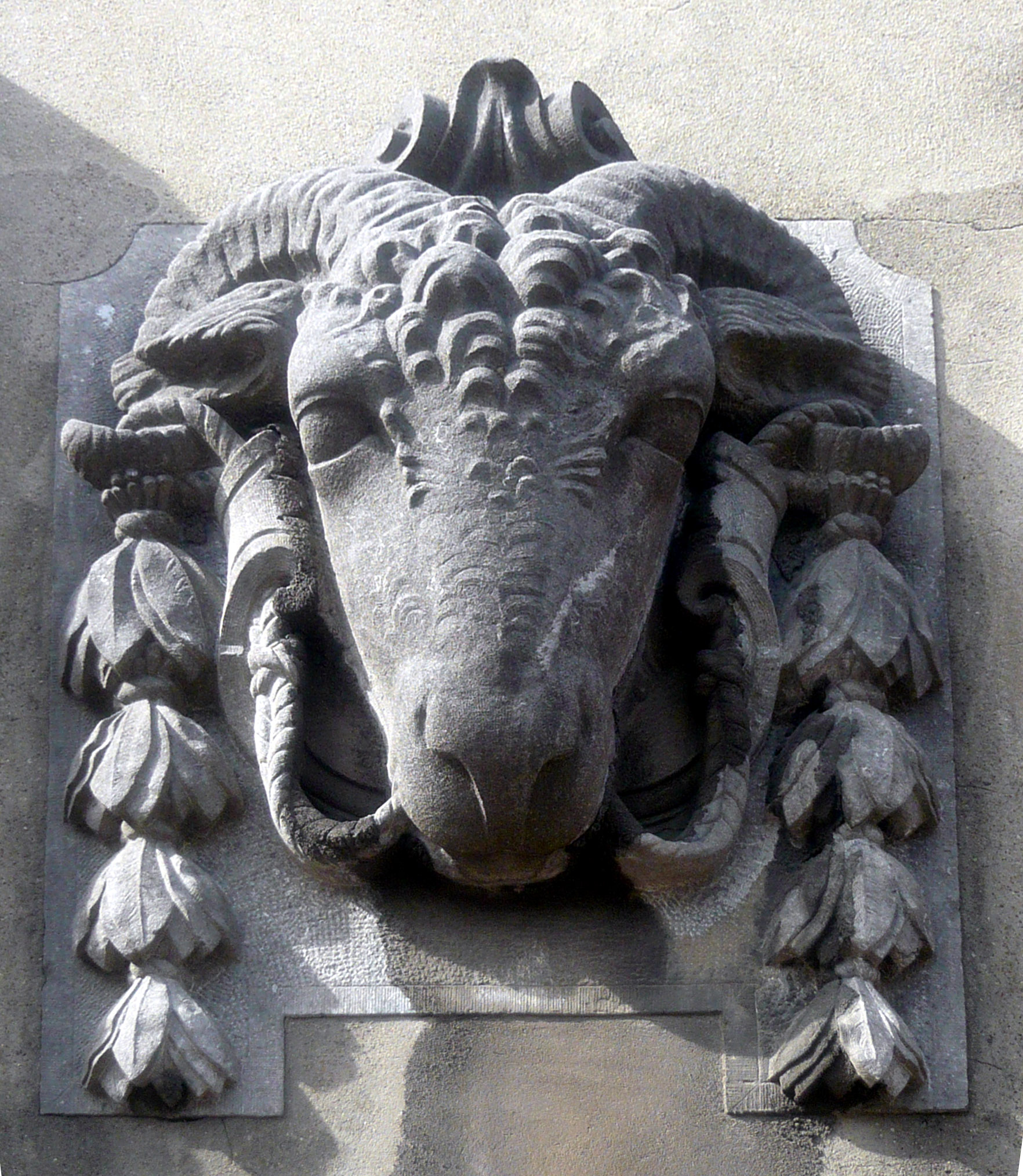
Schafskopf an einem Fabrikgebäude in Verviers

 Die Wollroute ist eine länderübergreifende Initiative, die grenzüberschreitend Informationen zum  kulturellen Erbe der Tuchindustrie in der heutigen Euregio Maas-Rhein vermittelt, insbesondere zu historischen Werkbauten, Kulturlandschaften  und Museen.
Die Route führt in der Dreiländerregion um Aachen durch Belgien, die Niederlande und Deutschland und berücksichtigt die zentralen Produktionsorte Aachen, Eupen, Euskirchen, Monschau, Vaals und Verviers. Die Wollroute ist keine von Ort zu Ort ausgeschilderte Route, sondern steht für das Netzwerk, das heute wieder diese sechs Orte verbindet.

## Internationale Wollroute Euregio Maas-Rhein
Seit 2004 existiert die Arbeitsgruppe „Euregio-Wollroute“, die grenzüberschreitend die Erinnerung an die gemeinsame Wolltuch-Geschichte in der Dreiländerregion bewahrt und befördert. In dieser internationalen Initiative arbeiten Denkmalpfleger, Museumsfachleute, Historiker, Kulturpolitiker, Städtebauer und Touristikfachleute Hand in Hand, um die Erinnerung an das kulturelle Erbe der alten Wirtschaftslandschaft zu wach zu halten und den Wissensstand über die gemeinsame Geschichte und Zeugnisse der Wolltuchindustrie in der Region grenzübergreifend zu verbessern. Die Arbeitsgruppe besteht aus folgenden Institutionen: aachen tourist service e.v., Tuchwerk Aachen, Stadt Eupen, Tourist Info Eupen, Stadtmuseum Eupen im Haus Gospertstraße 52, GrenzGeschichteDG, Eupener Geschichts- und Museumsverein, LVR-Industriemuseum Euskirchen (Tuchfabrik Müller), Stadt Monschau, Monschau-Touristik GmbH, Webereimuseum Höfen, Gemeente Vaals, Centre Touristique de la Laine et de la Mode Verviers.
Sie stellt zahlreiche Informationsmaterialien zur Verfügung.

## Gemeinsame Tuchmacher-Geschichte

### Die vorindustrielle Blütezeit

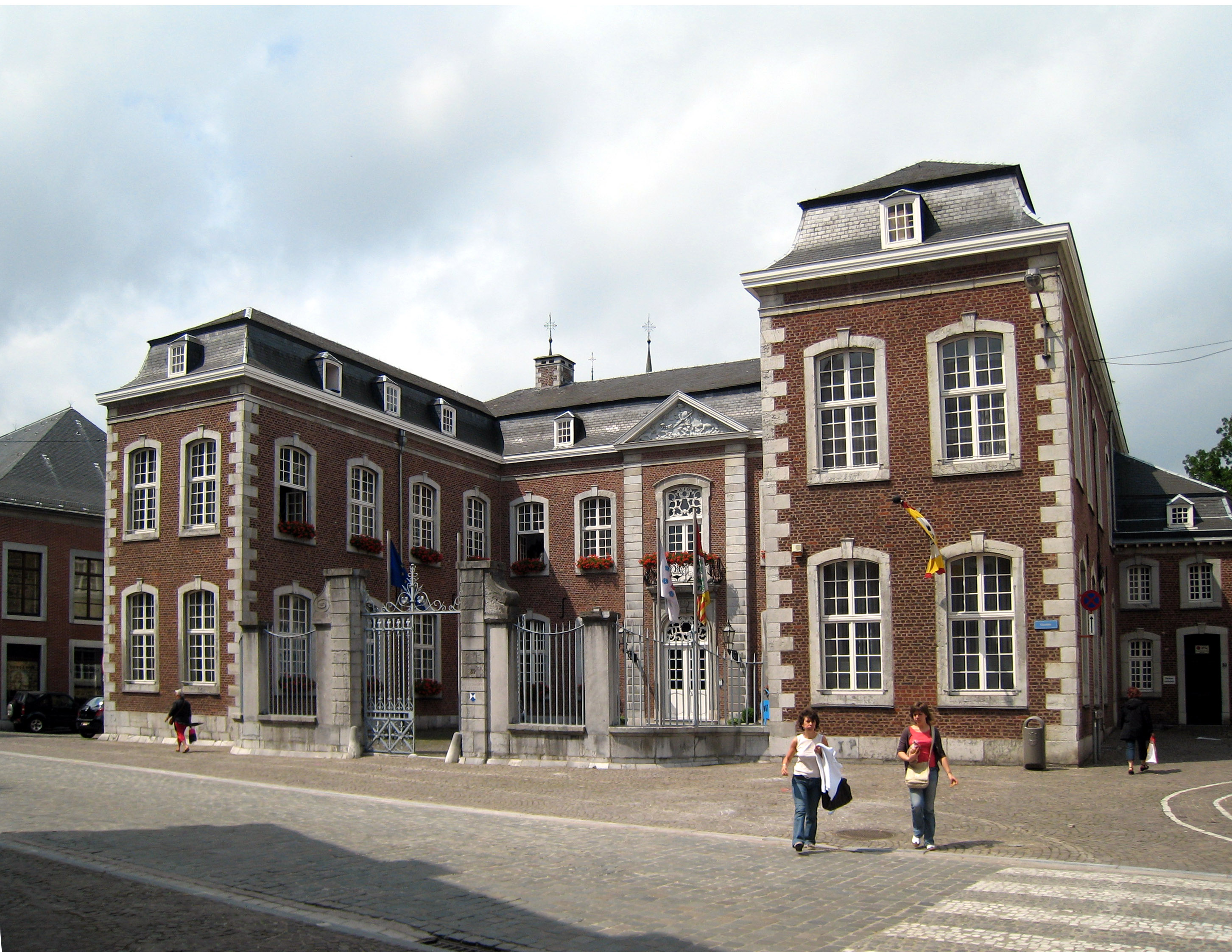
Im 18. Jahrhundert für den Tuchmacher Grand Ry als Wohn- und Geschäftshaus erbaut, heute Sitz der Regierung der Deutschsprachigen Gemeinschaft Belgiens – und eine der Sehenswürdigkeiten der Wollroute
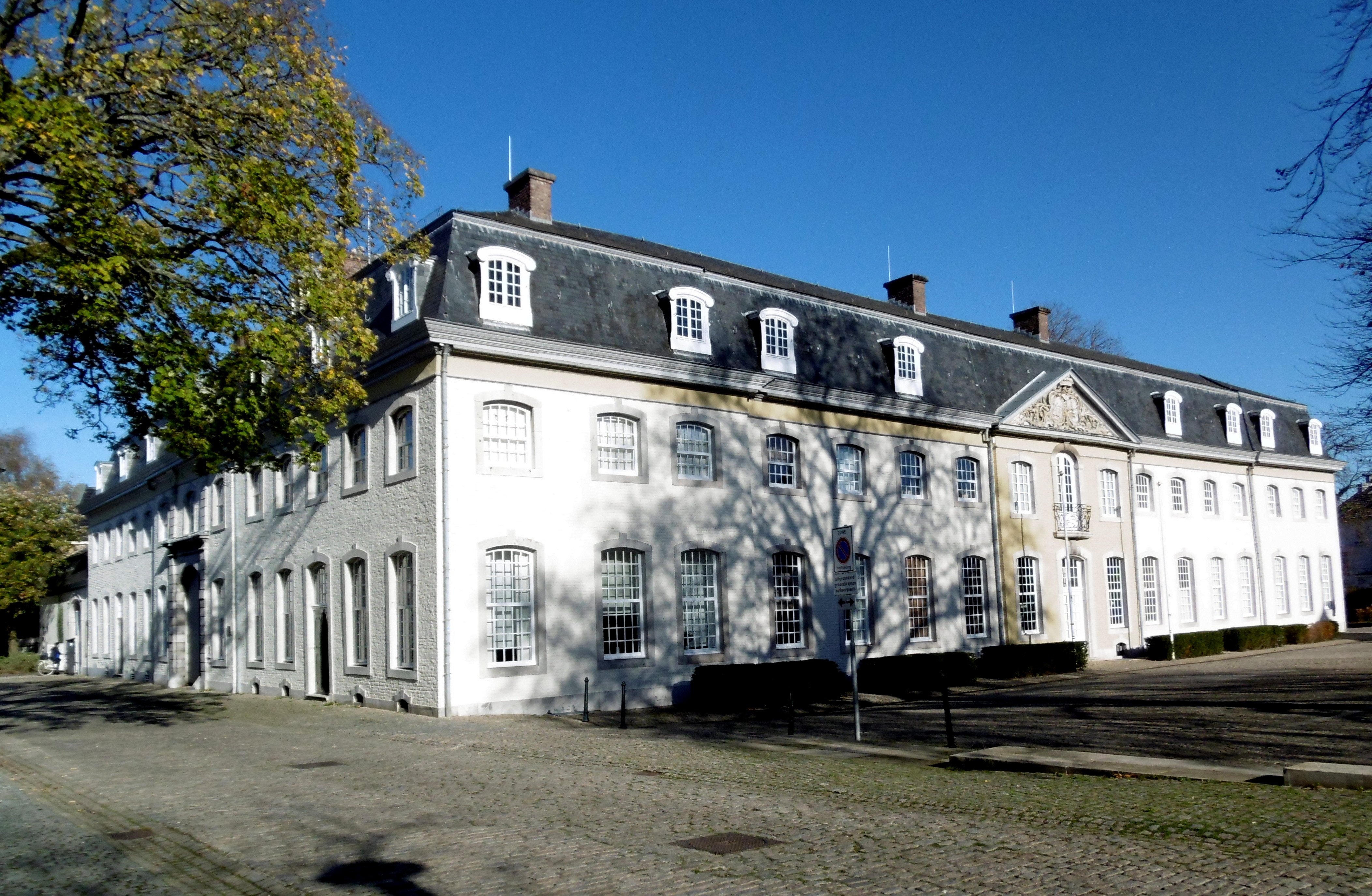
Das Clermont-Palais in Vaals wurde 1761 für den Tuchverleger Johann Arnold von Clermont als Wohn und Fabrikgebäude erbaut. Das repräsentative Gebäude dient heute der Gemeinde als Rathaus.

Seit dem Mittelalter war in der Region die Herstellung von Textilien aus Wolle und Flachs für den Eigenbedarf selbstverständlicher Bestandteil des ländlichen Lebens.  Die handwerklich-zünftige Tuchmacherei hatte zunächst ihren Schwerpunkt in Aachen, die vor- oder protoindustrielle Tuchherstellung im Verlagssystem mit Tausenden von Heimarbeitern war zu ihrem Höhepunkt im späten 18. Jahrhundert vor allem in Monschau, Eupen und Verviers aber auch in Vaals angesiedelt.
Viele ehrgeizige Tuchmacher siedelten ihre Betriebe außerhalb von Aachen an, um die strengen städtischen Zunftregeln zu entgehen, die die Anzahl der Arbeiter und den Umfang der Produktion stark einschränkten. Johann Arnold von Clermont steuerte zum Beispiel von Vaals (nahe bei Aachen) sein Verlagsunternehmen und beklagte sich in einer Streitschrift, dass die Aachener Zunftregelung „aller Industrie die Flügel“ lähme und „selbst dem besten Genie den Muth sich empor zu bringen“ nähme. In den zunftfreien Orten wie Monschau, Vaals oder Eupen konnte man hingegen Tuchherstellung in unbegrenzten Umfang betreiben.
Die Tuchverleger beschafften hochwertige Wolle (meist aus Spanien), gaben aber die Arbeit des Spinnens und Webens an Heimarbeiter in ländlichen Gegenden ab. Die arme Landbevölkerung in der Eifel, im Limburger Land und rund um Verviers verdiente sich insbesondere im Winter mit der Tuchherstellung zusätzliches Geld. Statt Flachs oder grober Eifelwolle hatte man jetzt feine spanische Merinowolle nach genauen Angaben der Verleger zu verarbeiten.
Ende des 18. Jahrhunderts arbeiten in Heimarbeit im Limburger Land 30.000 und im Raum rund um Verviers 25.000 Menschen für die Tuchverleger der Region! Aus dieser Zeit sind in Monschau, Eupen, Vaals und Verviers sehr repräsentative, fast schlossartige Werkbauten erhalten, die zugleich Wohn- und Geschäftshaus waren.

### Die Hochindustrialisierung

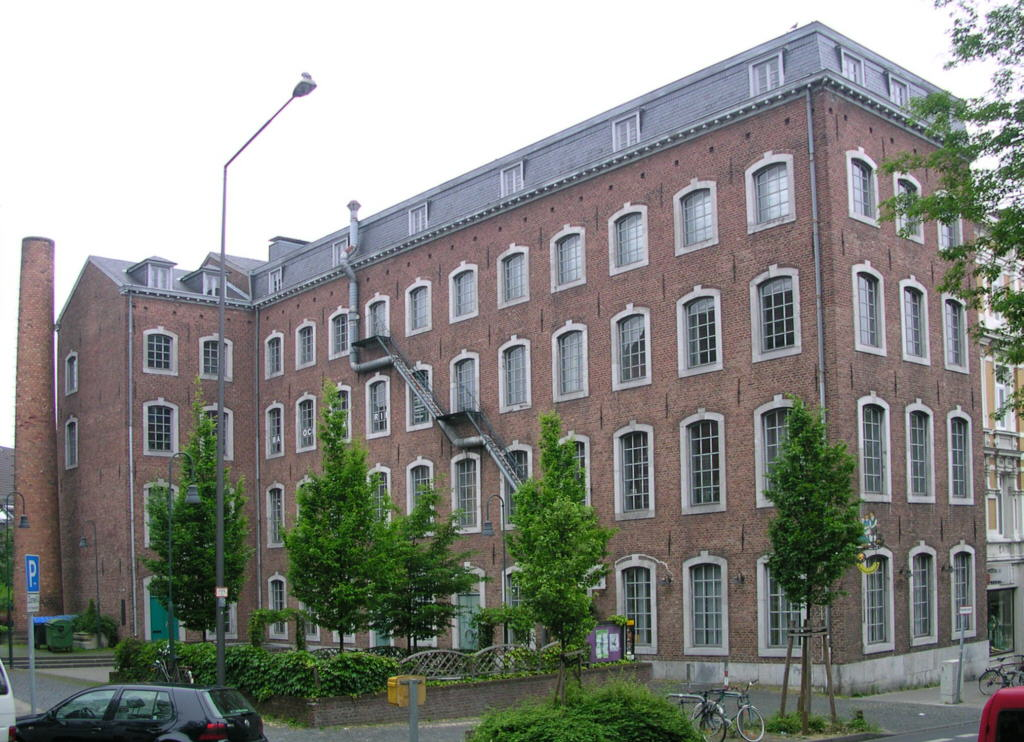
Eine der frühen Dampfmaschinen Aachens arbeitete in der 1821 erbauten Tuchfabrik Startz. Heute ist das Gebäude als Kulturzentrum „Barockfabrik“ bekannt.
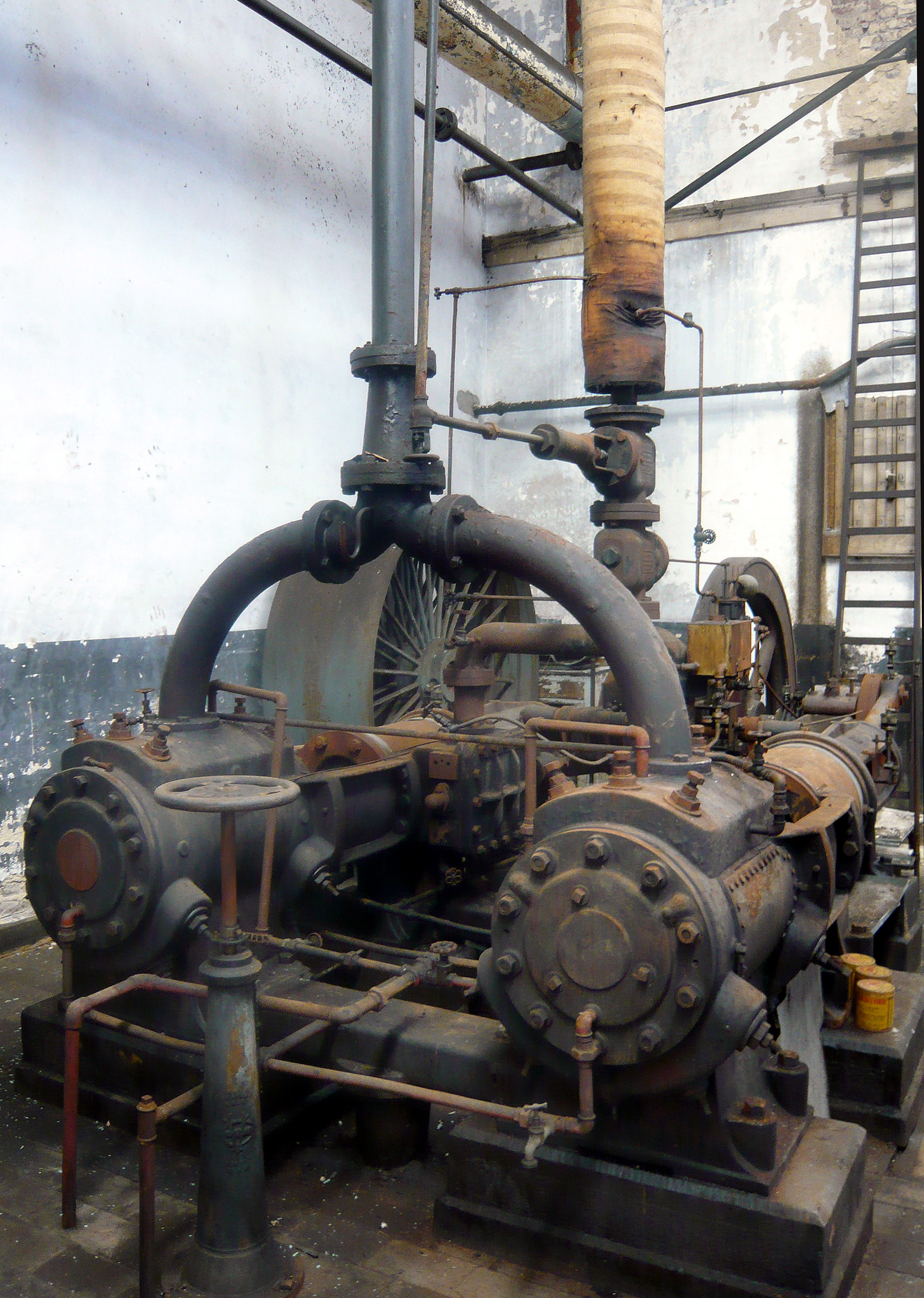
Dampfmaschine in einer ehemaligen Wollwäscherei in Verviers

Zu Beginn des 19. Jahrhunderts begann die Mechanisierung, also die Ablösung der rein handwerklichen Tuchherstellung, und die Region war – nicht zuletzt unter dem Einfluss des aus England zugewanderten James Cockerill so etwas wie die Wiege der industriellen Textiltechnik auf dem Kontinent: Die Reihenfolge der mechanischen Premieren in der Region rund um Aachen: automatische Wollkratzmaschine 1802, hydraulische Presse 1810, Dampfmaschine 1816, halbautomatische Spinning Mule 1818, Schermaschine 1818, Raumaschine 1826, Zylinderwalke 1840. Zunächst wurden die Maschinen mit Wasserrädern, ab 1820 zunehmend auch mit Dampfmaschinen angetrieben.
Die industrielle Tuchherstellung mit Dampfmaschine und mechanisch angetriebenen Textilmaschinen war ab Anfang des 19. Jahrhunderts vor allem dort erfolgreich, wo frühzeitig Eisenbahnanschlüsse existierten: also in Aachen, Verviers und Euskirchen. Der Eisenbahnanschluss erleichterte den Transport der Kohle für die Dampfmaschinen, aber auch der Wolle, die jetzt aus Übersee – Argentinien, Neuseeland oder Südamerika – importiert wurde und den Versand der fertigen Wolltuche.
Seit dem 18. Jahrhundert fand also ein reger Austausch von Technik, Wissen, Kapital und Arbeitern in der Region – über alle Grenzen hinweg – statt und beflügelte die industrielle Entwicklung der Tuchherstellung. 1854 arbeiteten in Verviers bereits 212 Dampfmaschinen, davon 143 für die Tuchindustrie. Dort entwickelte sich eine sehr bedeutende Wollwäscherei, die eng mit dem Wollhandel verbunden war. Die Mechanisierung des Webens geschah hingegen erst in der zweiten Hälfte des 19. Jahrhunderts. Erst in der zweiten Hälfte des 19. Jahrhunderts setzte sich dann in der Wolltuchherstellung langsam der mechanische Webstuhl durch.
Im Laufe des 19. Jahrhunderts wurden durch Mechanisierung der Produktion Tausende von selbstständigen Heimarbeitern arbeitslos. In Eupen kam es bei der Anlieferung von neuen Schermaschinen sogar zu einem dramatischen Maschinensturm der Tuchscherer, die um ihre Arbeitsplätze fürchteten. Die Maschinenteile wurden von den Scherern in den Gospertbach geworfen. Aber letztlich war der technische Fortschritt nicht aufzuhalten. Viele der ehemaligen Heimarbeiter und Handwerker wanderten in die Fabriken in den neuen Produktionszentren ab.
Ihre größte Blütezeit erlebte die industrielle Tuchindustrie in der Dreiländerregion von Mitte des 19. Jahrhunderts bis zum Ausbruch des Ersten Weltkriegs. In Verviers waren bereits 1843 in 768 Betrieben 18.153 Arbeiter beschäftigt. In Deutschland sind die höchsten Beschäftigtenzahlen erst nach der Gründerzeit zu verzeichnen: 1889 zählte Aachen 151 Betriebe mit 13.671 Beschäftigen. Und selbst im kleinen Euskirchen existierten vor 1914 insgesamt 21 Tuchfabriken mit insgesamt 1.187 Beschäftigten, die gut zwei Drittel aller Industriearbeiter der Stadt ausmachten. Viele Fabriken aus dieser Blütezeit des Industriezeitalters sind heute noch erhalten. Einen guten Eindruck von der Funktionsweise einer Tuchfabrik der Zeit um 1900 gibt die Tuchfabrik Müller in Euskirchen, die authentisch erhalten ist und die zentralen Maschinen der Tuchproduktion von der losen Wolle bis zum fertigen Tuch in Funktion zeigt.

### Der Niedergang
Mitte des 20. Jahrhunderts begann – vor allem durch Niedriglohnkonkurrenz aus anderen europäischen Staaten, insbesondere aus dem italienischen Prato (Toskana)) – der langsame Niedergang der Tuchproduktion in der Region. Die Italiener benutzten preiswerte Reißwolle, stellten die Tuche mit geringeren Lohn- und Sozialkosten her und hatten sogar noch modernere Muster. Rund um Aachen reagierte die Industrie mit der Anschaffung neuer Maschinen, also mit einer Steigerung der Produktivität. Das verschärfte den Verdrängungswettbewerb und viele Tuchfabriken mit altem Maschinenbestand waren schon bald nicht mehr konkurrenzfähig. Die deutsche Tuchindustrie versuchte mit der Einführung des Wollsiegels zudem auf die hohe Qualität der deutschen Produkte hinzuweisen. Doch das alles half nicht durchgreifend. Inzwischen werden in der Euregio Maas-Rhein kaum noch Tuche für Bekleidung hergestellt. Überlebt haben allenfalls Nischenbetriebe, die sich auf die Herstellung von hochwertigen Spezialprodukten wie Bespannungen für Billardtische, hochwertige Teppichböden mit großer Webbreite oder technische Textilien z. B. für die Papierindustrie spezialisiert haben.

## Umgang mit der industriekulturellen Erbe

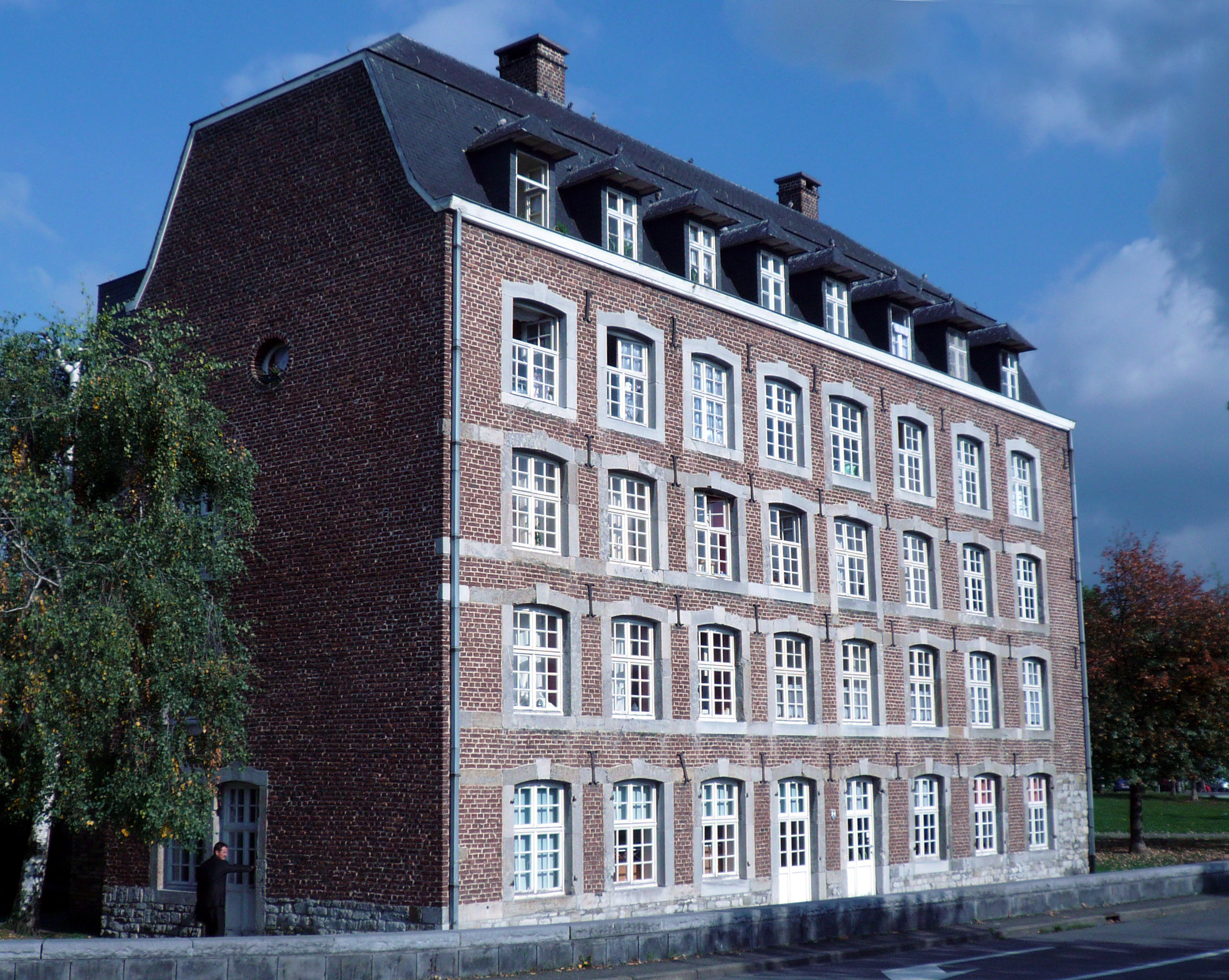
Die Tuchmanufaktur Peltzer in Verviers war einer der ersten bedeutenden Bauten der Tuchmacher in der Region. Das Gebäude wurde schon 1980, also relativ frühzeitig, zu Appartements und einem Sozialzentrum umgebaut.

Den Raum rund um Aachen verbindet also eine gemeinsame Wirtschaftsgeschichte, die sich nicht zuletzt auch in den baulichen Zeugnissen dieser Zeit widerspiegelt.
Die Tuchindustrie hat sowohl in der vorindustriellen als auch in der industriellen Phase das Stadtbild der Orte der Wollroute nachhaltig geprägt. Zahlreiche Bauten aus vom 17. bis zum 20. Jahrhundert künden heute noch von der großen Ära der Tuchindustrie. Ihr Zustand ist sehr unterschiedlich. Die repräsentativen Bauten der Tuchverleger aus dem 18. Jahrhundert haben inzwischen fast alle eine würdige neue Nutzung gefunden. Zu den neuen Nutzern gehören zum Beispiel in Eupen der Ministerpräsident und das Parlament des Deutschsprachigen Gemeinschaft Belgiens, die Stiftung Euregio Maas-Rhein oder in Vaals die Gemeindeverwaltung. Andere frühe Tuchmacherbauten zum Beispiel in Monschau und in Vaals wurden zu Hotelanlagen umgebaut. Nicht immer konnte die innere Struktur und Architektur erhalten bleiben. Aber immerhin blieben die Außenfassaden und die Gebäude im Stadtraum erhalten. Einen besonders guten Eindruck von der typischen Innenarchitektur eines solchen frühen Verlegergebäudes, bietet das Rote Haus in Monschau, das als einziger dieser Bauten das vollständige Interieur dieser Tuchmacherbauten präsentiert und schon seit den 60er Jahren museal zugänglich macht.
Die großen, schlichteren Fabrikgebäude des 19. und 20. Jahrhunderts standen nach dem Niedergang der Tuchindustrie teilweise leer und verfielen, manche wurden sogar abgerissen. Seit einiger Zeit finden aber auch die klassischen Fabrikbauten neue Nutzer: Die ersten Tuchfabriken wurden in Verviers als Sozialwohnungen umgenutzt, heute werden Tuchfabriken eher in Lofts, Büros, Ateliers, Werkstätten, Lager verwandelt – manchmal auch in Veranstaltungsorte, Restaurants oder Kulturzentren.

## Museen

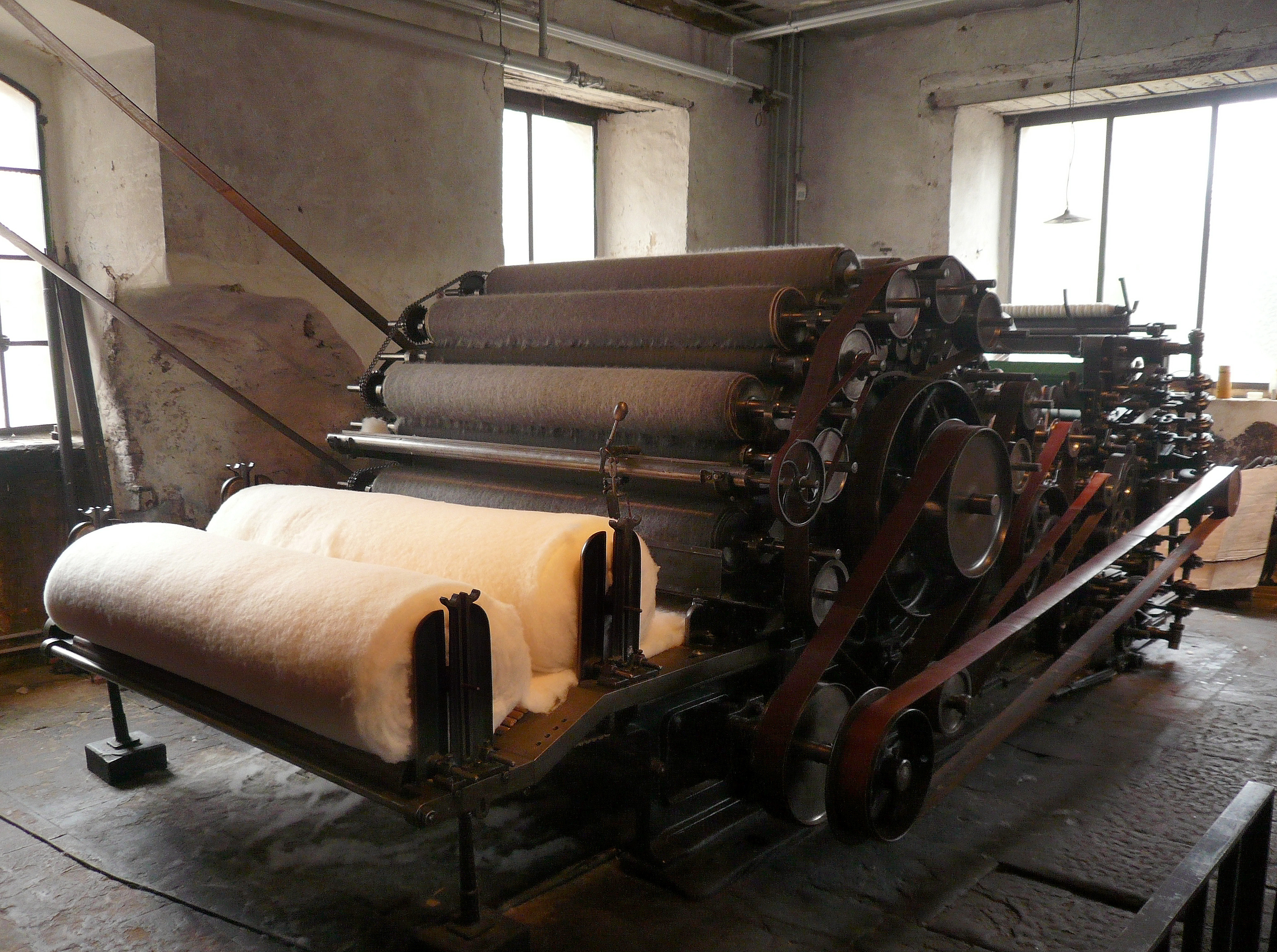
Funktionsfähiger Krempelsatz zur Herstellung von Vorgarn im LVR-Industriemuseum Euskirchen
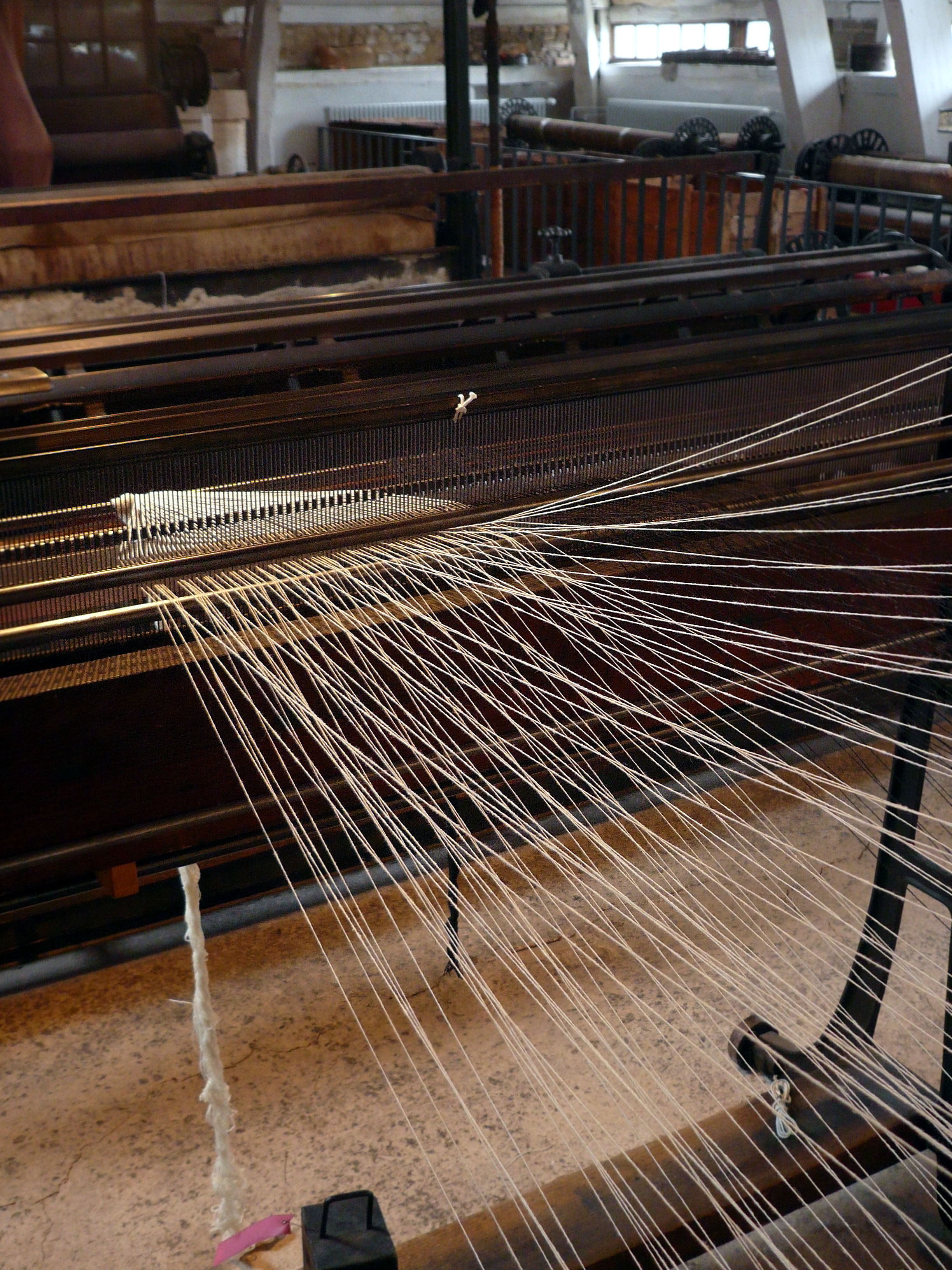
Kettschärmaschine in der Tuchfabrik Müller in Euskirchen
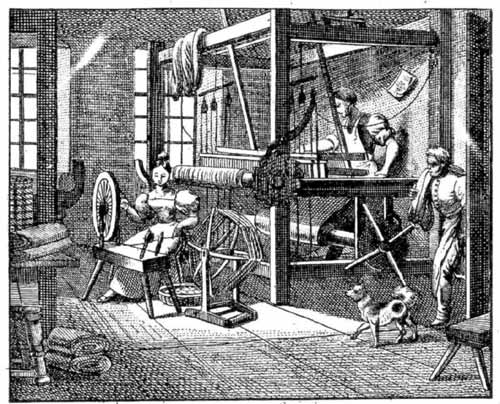
Heimarbeit: Typischer Zulieferer für den Tuchverleger: Spinnerin und Weber am Handwebstuhl, rechts wird Materialnachschub gebracht, links Ballen fertigen Tuchs. Abbildung aus J.E. Gailer: „Neuer Orbis Pictus für die Jugend.(1835)“

Vier – in ihrer Art sehr unterschiedliche – Museen informieren zurzeit über die verschiedenen Phasen der Tuchherstellung in der Dreiländerregion:
- Euskirchen: LVR-Industriemuseum Euskirchen mit der Tuchfabrik Müller. Eine innen und außen vollständig erhaltene Tuchfabrik mit Technik aus der Zeit um 1900 gibt einen sehr lebensnahen und anschaulichen Eindruck von der Welt der Tuchfabrikation. Die wichtigsten Textilmaschinen (Krempelwolf, Krempelsatz, Selfaktor, 4 Webstühle) und die Dampfmaschine werden regelmäßig vorgeführt.
- Monschau: Rotes Haus. Die wohl am besten erhaltene Tuchmacherresidenz aus der Blütezeit des 18. Jahrhunderts bietet (in einer liebevollen Rekonstruktion) einen Einblick in die großbürgerliche Wohnkultur um 1800. So hatte der erfolgreiche Tuchverleger Johann Heinrich Scheibler gewohnt.
- Monschau: Webereimuseum Monschau-Höfen. Die Einrichtung einer typischen Heimweberei, die vom Ende der 50er bis Mitte der 70er Jahre in Betrieb war, konnte erhalten und in einem neu dafür geschaffenen Gebäude eingebracht werden. Einer der vier Webstühle kann bei Führungen vorgeführt werden.
- Verviers: Centre Touristique de la Laine et da la Mode Verviers. Eine ausführliche museale Darstellung der Wolltuchverarbeitung und Wollwäsche in Verviers sowie eine Ausstellung zur Geschichte der Mode – alles in dem stattlichen Gebäudekomplex der ehemaligen Tuchfabrik Dethier.
- In Aachen gehört das Tuchwerk Aachen mit seinem Depot zur Wollroute. Dort werden an alten und neueren Maschinen die Produktionsschritte vom Vlies zum Tuch erläutert. Wesentliche Arbeitsschritte werden dabei auch an laufenden Maschinen vorgeführt.
- Nicht zur Wollroute gehörig, aber mit thematischem und regionalem Bezug: Die Weberstube mit einem Handwebstuhl im LVR-Freilichtmuseum Kommern zur Lebenswelt der Heimweber um 1800.
- Stadtmuseum Eupen.